# Bătălia de la Szigetvár

Statuia lui Miklós Zrinyi din Budapesta

Bătălia de la Szigetvár a fost asediul unei cetăți din localitatea Szigetvár, Ungaria, desfășurată între 6 august și 8 septembrie 1566. Lupta s-a dat între apărătorii cetății, reprezentând Imperiul Habsburgic, sub comanda banului croat Miklós Zrínyi, și armata Imperiului Otoman, condusă de sultanul Suleiman Magnificul.

## Pregătirile pentru campanie
Sultanul Suleiman Magnificul, ajuns la vârsta de 72 de ani , domnea de 46 de ani și comandase 12 campanii militare până la acea dată, ultima din acestea având loc cu 11 ani înainte. El a luat comanda acesteia, a treisprezecea,  la insistențele marelui său vizir Sokullu Mehmed pașa, adevăratul comandant operativ al forțelor otomane.
Armata otomană a pornit de la Istanbul la data de 1 mai 1566 cu o procesiune spectaculoasă. Sultanul nu a fost în stare să-și încalece calul și a fost transportat într-un car acoperit pe tot parcursul campaniei. Armata otomană a ajuns la cetatea Szigetvár la data de 6 august 1566. Grandiosul cort de război al sultanului a fost ridicat pe dealul Similehov din apropiere. Sultanul a fost nevoit să rămână în cortul său pe toată durata asediului și a primit rapoarte verbale referitor la progresul bătăliei de la marele vizir, adevăratul șef al operațiunilor de război.

## Asediul
Trupele maghiare și croate sub conducerea lui Zrinski, numărând aproximativ între două și trei mii de luptători, au rezistat unei uriașe forțe otomane (peste 90,000 de războinici și 300 de tunuri) timp de mai multe săptămâni. Deși apărătorii cetății au fost depășiți cu mult ca număr, armata imperială nu le-a trimis nici un ajutor de la Viena.
După mai multe zile istovitoare de lupte sângeroase, apărătorii s-au retras între zidurile Orașului Vechi; având doar puțini luptători rămași în viață, acolo s-a dat ultima bătălie.
Turcii au încercat să-l momească pe Zrinski, oferindu-i tronul Croației ca vasalul lor, dar fără succes, Zrinski spunând "...nimeni nu va arăta cu dispreț la copii mei".
În timp ce bătălia era în plină desfășurare, Suleiman Magnificul a murit datorită unui infarct suferit în timpul nopții de vineri spre sâmbătă, 7 septembrie. Marele vizir Sokollu Mehmed pașa a decis să țină secret acest fapt, pentru a menține ridicat moralul trupelor spre sfârșitul asediului. Se spune că doctorul personal al sultanului a fost sugrumat din ordinul marelui vizir, pentru a se asigura că vestea morții sultanului nu va fi răspândită.
În dimineața zilei de sâmbătă 7 septembrie a început atacul dezlănțuit al turcilor: ghiulele, proiectile incendiare, "foc grecesc",  canonade concentrate și foc de muschete. Nu după mult timp, ultimul punct de rezistență din cetate a fost învăluit de flăcări. Întreaga armată otomană a năpădit Orașul Vechi, acompaniată de strigăte și bătăi de tobe, steagurile lor întunecând orizontul.  

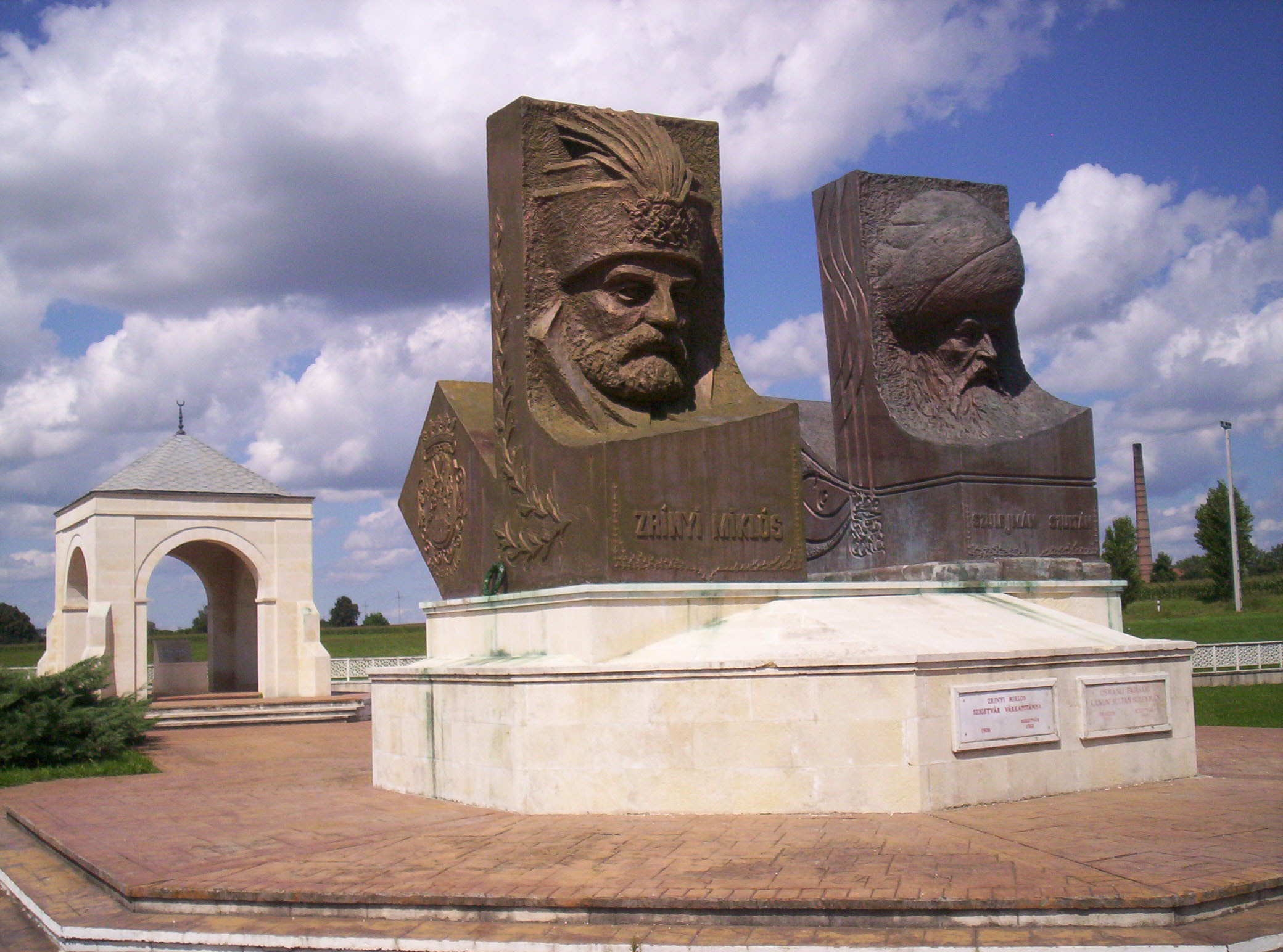
Statuile lui Miklós Zrinyi și Suleiman Magnificul din Parcul Prieteniei Maghiaro-Turce din Szigetvár

În ultimul atac, Zrinski și cei aproximativ 600 de oameni ai săi rămași în viață au ieșit din cetate într-o încercare disperată de a trece prin liniile otomane. Zrinski fost rănit mortal de focurile turcilor, fiind împușcat în piept și cap . Eroicul comandant al cetății, care a supraviețuit un asediu timp de 36 de zile în fața unei armate imense, a fost întins pe un tun otoman și decapitat cu un iatagan .
Turcii au cucerit cetatea și au câștigat victoria. Doar o mână de apărători ai cetății au supraviețuit atacul, reușind să treacă prin liniile otomane.

## Urmări
Armata otomană a suferit pierderi masive, estimate la circa 18,000 de călăreți și 7,000 ieniceri, corpul acestora fiind aproape total decimat. Cu toate acestea, cea mai mare pierdere a fost cu siguranță moartea lui Suleyman Magnificul. Acești factori au avut ca rezultat amânarea atacului otoman asupra Vienei din acel an.
Bătălia a fost imortalizată în poemul epic "Prăpădul de la Sziget" (în maghiară A Szigeti Veszedelem) (1664) compus de strănepotul lui Zrinski, numit tot Miklós Zrínyi, de asemenea ban al Croației. Acest poem este unul din primele compuse în limba maghiară.
Posibil cea mai importantă lucrare a compozitorului croat Ivan Zajc este opera Nikola Šubić Zrinski, în care este descrisă și bătălia de la Szigetvár.